# Werner Titzrath
Werner Titzrath (* 18. April 1928; † 31. August 1983 in Hamburg) war ein deutscher Journalist. Er war Chefredakteur des Hamburger Abendblatts.

## Leben
Der aus dem Ruhrgebiet stammende Titzrath durchlief ab September 1948 in Köln ein Volontariat, ab 1952 war er in Bonn für Die Neue Zeitung tätig. Ein Jahr später wechselte er zum Axel-Springer-Verlag und berichtete als Korrespondent für das Hamburger Abendblatt aus der bundesdeutschen Hauptstadt. 1963 ging Titzrath zur Bild nach Hamburg. Für die Zeitung war er drei Jahre tätig und stieg zum stellvertretenden Chefredakteur auf. Hernach war er Mitarbeiter der Welt, dort leitete Titzrath die Redaktion für Innenpolitik. Anfang 1969 ging er zum Hamburger Abendblatt zurück und wurde Anfang August 1969 Chefredakteur der Zeitung. Er war bis zu seinem Tod Abendblatt-Chefredakteur. In einem Bericht des Blattes wurde er später als „Gralshüter des Abendblatt-Stils“ bezeichnet. Unter Titzraths Leitung rief die Zeitung Hilfsmaßnahmen wie „Kinder helfen Kindern“ und „Stars helfen Kindern“ ins Leben.